# Greg Hunter
Greg Hunter (nació en 1965 en Hammersmith, Londres) es un compositor inglés e ingeniero de sonido. Estudió en Goldsmiths, Universidad de Londres. Es conocido por su trabajo con The Orb, por su colaboración con el productor Youth para formar Dub Trees, y como compositor de música electrónica / música universal.  Su trabajo con Youth incluye el remix y producción del álbum de Suns of Arqa 'Jaggernaut Whirling Dub' publicado en 1992.
A pesar de que Hunter con frecuencia es desacreditado, ha trabajado en una amplia variedad de álbumes y también para la industria cinematográfica incluyendo las secuelas de The Matrix Reloaded y The Matrix Revolutions.[cita requerida]
Tiene un pequeño pero leal club de fanes gracias a su atención a los detalles y a su calidad estilística que es ampliamente reconocible. Los principales ejemplos de su trabajo incluirían el álbum seminal Subsurfing Frozen Ants y sus colaboraciones en la música universal tales como Alien Soap Opera, Fifth Sun y Lotus Blossoms.